# Позна класика
Позна грчка класика представља стил у уметности старе Грчке
Најочигледнију разлику између класике V в. п. н. е. и класике IV в. п. н. е. (позне класике)видимо на Маузолеју. Маузолеј има три фриза, од којих је источни урадио Скопас.
Предхеленистичку скулптуру карактеришу велике статуе, некласична жестина, физичка и емоционална, изражена наглим покретина и страсним изразима лица. Карактеристичне су дубоко усађене очи, које се везују за Скопасов стил. Повезаност и склад су жртвовани да би свака фигура добила више слободе за снажне и необуздане покрете. Ово је стил експлозивне снаге. фигуре овог периода имају јасно изражене личне, портретне особине (нпр. статуа Маузола, можда Бријаксисово дело). Нови мотив је линија набора у облику слова „S“ преко груди, која ствара ефектну противтежу облику тела испод ње.
Уметници који су деловали у овом период су Лисип, Скопас, Бријаксис и Пракистел.